# Сибская

Сибская — река в России, протекает в Харовском районе Вологодской области. Устье реки находится в 50 км по левому берегу реки Кубена. Длина реки составляет 12 км.
Исток Сибской в 18 км к юго-западу от Харовска. Все течение реки за исключением последних километров перед устьем проходит по ненаселённому заболоченному лесу. Генеральное направление — северо-запад, затем запад. Крупных притоков нет. Перед впадением Сибской в Кубену на её берегах две деревни Харовского сельского поселения: Деряжница (левый берег, нежилая) и Сибла (правый берег).

## Данные водного реестра
По данным государственного водного реестра России относится к Двинско-Печорскому бассейновому округу, водохозяйственный участок реки — озеро Кубенское и реки Сухона от истока до Кубенского гидроузла, речной подбассейн реки — Сухона. Речной бассейн реки — Северная Двина.
По данным геоинформационной системы водохозяйственного районирования территории РФ, подготовленной Федеральным агентством водных ресурсов:
- Код водного объекта в государственном водном реестре — 03020100112103000006136
- Код по гидрологической изученности (ГИ) — 103000613
- Код бассейна — 03.02.01.001
- Номер тома по ГИ — 03
- Выпуск по ГИ — 0